# 羅雲平
羅雲平（1915年9月24日—1984年4月20日），中華民國政治人物、教育家、工科教授。生於安東省鳳城，曾任中華民國教育部部長、國立成功大學、國立中興大學、國立長春大學等校校長。

## 大事紀
羅雲平在哈爾濱工業大學畢業後前往德國漢諾威高等工科大學取得工學博士。
- 1939年9月回到中國，在上海同濟大學擔任工學院教授
- 1944年轉往國立中央大學工學院
- 1946年出任教育部東北區教育輔導委員會校院接收委員，9月任中國長春鐵路總管局技術室正工程師兼技術室主任
- 1948年4月任東北政務委員會文化處處長，5月出任國立長春大學校長
- 1949年5月到台灣，在台南市台灣省立工學院（今國立成功大學）擔任教授
- 1956年8月出任成功大學教授兼工學院院長
- 1959年1月轉任教育部高等教育司司長
- 1964年1月接任國立成功大學校長
- 1971年3月出任中華民國教育部部長
- 1972年5月卸任後改為擔任國立中興大學校長。
- 1981年退休，受聘行政院顧問。

## 紀念

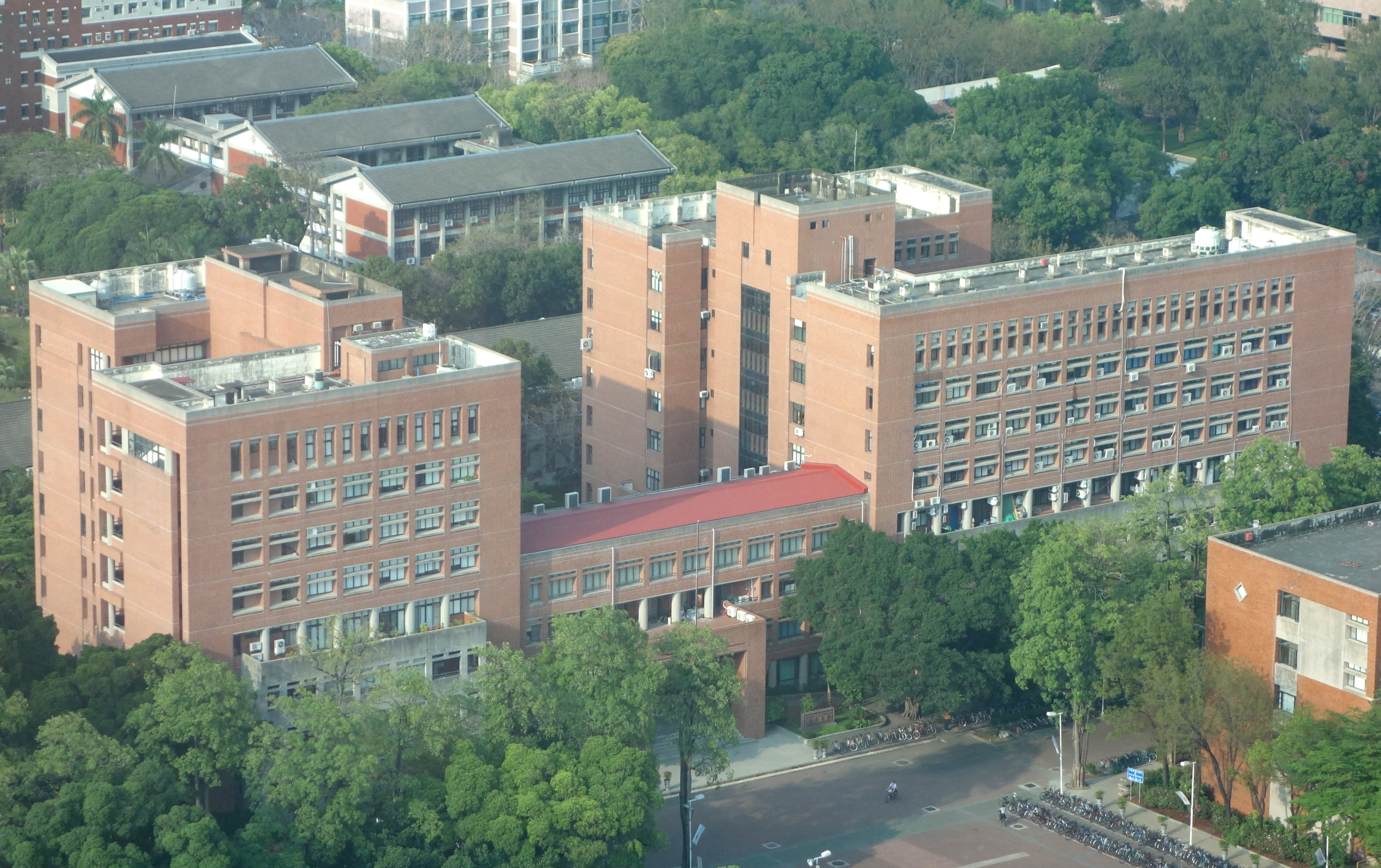
雲平大樓，為成大的行政中心

羅雲平任職國立成功大學校長任內，於民國五十五年（1966年）向軍方增購成功校區旁軍營（今光復校區）。使成功大學校地擴張一倍。成大為紀念羅雲平校長貢獻，1991年位於光復校區的行政大樓即命名為「雲平大樓」。

## 外部連結
- 教育部部史－歷屆部長 羅雲平 （页面存档备份，存于）
- 國立中興大學校史館-興湖紀事

| 教育職務         | 教育職務                                        | 教育職務      |
| ---------------- | ----------------------------------------------- | ------------- |
| 成功大學         |                                                 |               |
| 前任： 閻振興    | 成功大學校長 第四任 1965年8月1日－1971年3月21日 | 繼任： 倪 超  |
| 中興大學         |                                                 |               |
| 前任： 劉道元    | 中興大學校長 第二任 1972年8月1日－1981年8月1日  | 繼任： 李崇道 |
| 中華民國政府職務 |                                                 |               |
| 行政院           |                                                 |               |
| 前任： 鍾皎光    | 教育部部長 第十任 1971年3月21日－1972年5月29日  | 繼任： 蔣彥士 |